# Aguja de ternera

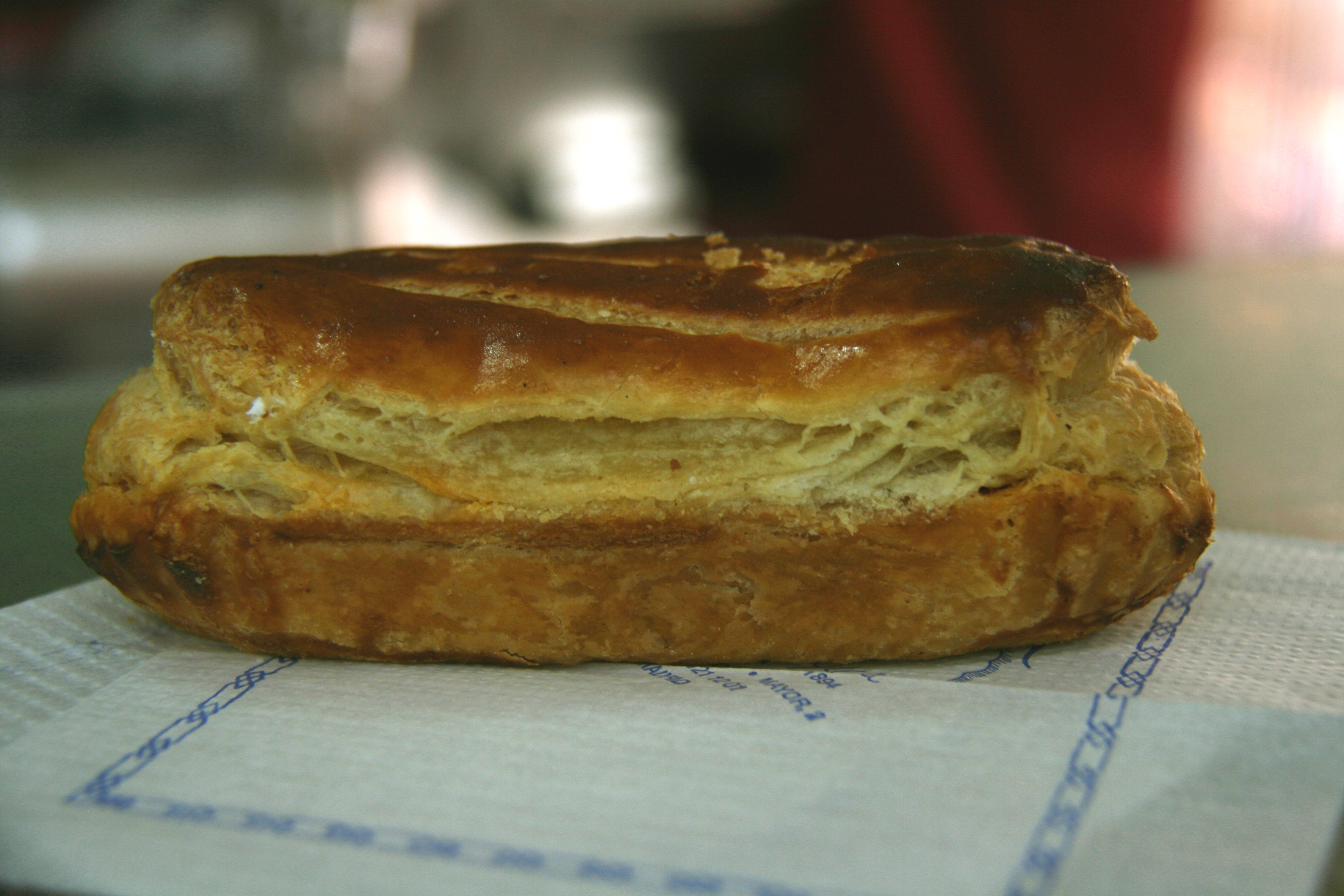
Aguja de ternera.

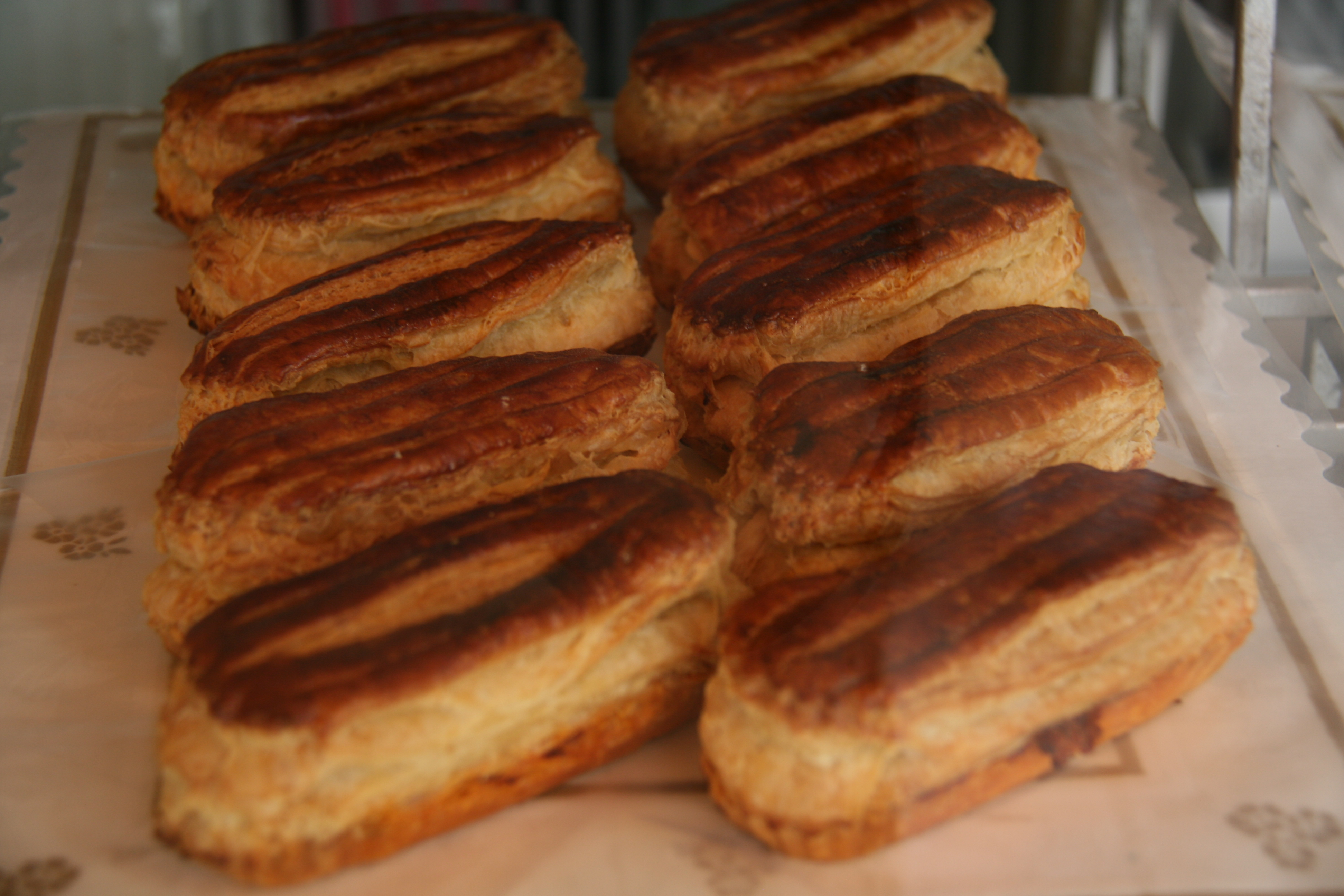
Agujas de ternera de una pastelería de Madrid.

La aguja de ternera (a veces denominado también como aguja de carne) es un pastel salado elaborado con una masa de hojaldre alargado y que posee en su interior carne picada de vaca guisada. Algunas versiones se hacen con carne de cerdo. Puede encontrarse en pastelerías y panaderías a lo largo de España (en particular Madrid), y suele comerse fría. 

## Historia
De este pastel se dice que ha estado, desde hace casi 300 años, en las pastelerías madrileñas. donde figura bajo la denominación "empanada de vaca". La acepción «aguja» como pastel aparece ya en el Diccionario de autoridades publicado entre 1729 y 1736. En el siglo XVIII los figones madrileños ofrecían de forma especializada especialidades diversas, de esta forma una buena empanada de carne picada, especias picantes y almendras eran muy apreciadas en el mesón de Paredes. A veces su calidad no era muy buena y se rociaba con especias (pimienta negra) con el objeto de eliminar su aroma a podrido. Este fenómeno hizo que tuviera mala fama. De esta forma Francisco de Quevedo en El casamiento engañoso menciona estas preparaciones a base de carne picada señalando de forma jocosa que los pasteleros de la época ponían de todo en los pasteles y que en ellos cabía "carne de perro, de gato, de rocines, de monas, pieles y hasta moscas, e incluso algunos aseguraban que hasta carne humana".

## Características
La aguja de ternera es una especie de bollo elaborado con hojaldre. Tiene una forma cilíndrica que permite ser agarrado en un puño. La longitud que puede alcanzar los 30 centímetros. La parte superior del hojaldre suele estar ranurada longitudinalmente y deja ver su contenido. Se realizan con un molde especial ovalado. El contenido y calidad de la carne incluida dentro del pastel suele oscilar dependiendo del cocinero que la elaboró, pero por regla general no suele pasar de 20 a 30 gramos. La presencia en las pastelerías madrileñas hace de la misma casi un fast food. Una receta del siglo XIX menciona su elaboración: "Dispuesta la pasta de hojaldres y adaptada á un molde, se añade proporcionadamente picadillo de ternera, pechugas, etc., cubriéndolo con otra capa de la misma masa, poniéndolo á cocer en un horno". Existen agujas de pescado, de dulce, etc.